# يوهان هاينريش بستالوتزي
يوهان هاينريش بستالوتزي (12 يناير 1746-17 فبراير 1827) كان تربويا سويسريا ومصلحا تعليميا استعمل الرومانسية في نهجه.

## حياته

شعار عائلة بستالوتزي في زيورخ.

ولد يوهان في 12 يناير 1746 في زيورخ بسويسرا. مات والده حين كان صغيرا وربته والدته. أيد يوهان كاسبار لافاتير وحزب الإصلاح حين كان في جامعة زيورخ. أمضى سنواته الأولى في مشاريع لتحسين حالة الشعب وبعد موت صديقه كاسبار اتجه نحو التربية وترك السياسة. تزوج آنا شولتيس في 1769 حين بلغ الثالثة والعشرين وابتاع قطعة أرض في بير في كانتون أرجاو سماها نوهوف (بالألمانية: Neuhof) (المزرعة الجديدة) وبدأ زرع الروبيا. لم يكن يعرف بستالوتزي شيئا في الميدان وفشل مخططه. قبل هذا فتح منزله ومزرعته كمدرسة لكن المخطط لقي فشلا ذريعا أيضا.
كان أول كتاب له هو (بالإنجليزية: The Evening Hours of a Hermit)‏ (1780) وهو سلسلة أمثال وتأملات. تبعه برائعته (بالإنجليزية: Leonard and Gertrude)‏ (1781) وهي سرد لإصلاح تدريجي قامت به امرأة طيبة ومخلصة ابتداء من بيتها ثم القرية بأكملها. قرأ كتابه في أنحاء ألمانيا وظهر اسم بستالوتزي من الخفاء.
خلا الغزو الفرنسي على سويسرا في 1798، ترك عدد من الأيتام بدون طعام أو ملجأ في كانتون نيدفالدن. فأخذ عددا منهم تحت رعايته وحول ديرا مهجورا إلى مدرسة لهم. خلال الشتاء، كان يرعاهم تفان لكن في يونيو 1799 صادر الفرنسيون المبنى لاستعماله كمستشفى وتفرق أيتامه.

## وصلات خارجية
- يوهان هاينريش بستالوتزي على موقع الموسوعة البريطانية (الإنجليزية)
- يوهان هاينريش بستالوتزي على موقع إن إن دي بي (الإنجليزية)

- Encyclopaedic documentation about Pestalozzi – المنتج: الجمعية السويسرية „فيرين بستالوتزي ايم انترنيت“
- PestalozziWorld biographical links - قليل من السير الذاتية القصيرة والطويلة ، والإشارات إلى أساليبه
- "Pestalozzi and Pestalozzianism". الموسوعة الكاثوليكية. نيويورك: شركة روبرت أبيلتون. 1913.
- JHPestalozzi.org - مقدمة لبستالوتزي ومواقع ذات صلة.